# Jean-Charles Paugam
Pour les articles homonymes, voir Paugam.
Jean-Charles Paugam est un réalisateur et scénariste français né en 1982.

## Biographie
Diplômé de Sciences Po Paris en 2005 et ancien étudiant de la Fémis (département « Séries TV », promotion 2014), Jean-Charles Paugam commence une carrière de scénariste - en particulier pour la télévision - et de réalisateur.
Après avoir tourné plusieurs courts métrages, il réalise un premier long métrage, La Bataille du rail, qui est sorti en salles en juillet 2021.

## Filmographie

### En tant que réalisateur

#### Courts métrages
- 2010 : Noir c'est noir
- 2014 : Ogre
- 2015 : Cadence
- 2018 : Nuit debout

#### Long métrage
- 2019 : La Bataille du rail

### En tant que scénariste

#### Séries
- 2020 : Stalk[4] (saisons 1 et 2)